# Asesinato de Raonaid Murray
Raonaid Murray (Glenageary, 6 de enero de 1982 - Dún Laoghaire, 4 de septiembre de 1999) fue una joven irlandesa que murió apuñalada a la edad de 17 años en la madrugada del 4 de septiembre de 1999. Su autoría no ha aclarado aún, y el arma con el que se llevó a cabo el asesinato tampoco ha sido descubierta. En 2009, se creó un sitio web de homenaje, pero fue blanco de vándalos y detractores que publicaron mensajes perturbadores.
En 2008, Raonaid había "alcanzado el estatus de icono", según Kim Bielenberg, del diario Irish Independent, quien señaló en un artículo que su imagen seguía apareciendo regularmente en las portadas de los periódicos irlandeses. Los medios de comunicación han comparado el caso con otros incidentes sin resolver, como la desaparición del escolar Philip Cairns en 1986.

## Antecedentes
Raonaid Murray nació el 6 de enero de 1982, de padres Jim y Deirdre Murray, y vivía en Glenageary, al sur de Dublín. Tenía dos hermanos, un hermano y una hermana mayores. Estudió en el instituto St Joseph of Cluny de Killiney, donde obtuvo excelentes notas en el Junior Certificate antes de terminar los exámenes del Leaving Certificate en junio de 1999. Al terminar su etapa educativa, trabajó a tiempo parcial en una tienda de moda de Dún Laoghaire, pero su intención era volver a examinarse del Leaving Certificate en el Instituto de Educación de Leeson Street y, una vez terminado, estudiar en la Facultad de Letras de la Universidad Colegio Dublín. Le gustaban la lectura y la poesía; su obra favorita era Under Milk Wood, de Dylan Thomas, y esperaba tener éxito algún día como escritora profesional. Llevaba un pendiente azul en la nariz, era conocida por vestir con colores vivos y llevaba una activa vida social.

## Asesinato
Raonaid pasó la noche del 3 de septiembre de 1999 en el pub Scotts de Georges Street, en la ciudad de Dún Laoghaire, un lugar que conocía bien. Acababa de terminar su turno en la boutique a las 21 horas. Iba a ser el lugar donde se la vio con vida por última vez. Se marchó aproximadamente a las 23:20 horas, planeando volver a encontrarse con amigos más tarde, e inició el camino de 15 minutos a pie hasta su casa. Se cree que discutió con un hombre de unos 20 años unos 25 minutos después de salir del pub, en el callejón entre Silchester Road y su casa en Silchester Park. Los testigos oyeron una voz femenina que gritaba «déjame en paz», «vete» o algo parecido. También se oyó "vete a la mierda". A continuación se oyó un grito. Raonaid fue apuñalada cuatro veces en el costado, el pecho y el hombro con un cuchillo afilado de una pulgada y media mientras se encontraba en Silchester Crescent. Su asesino escapó y Raonaid se tambaleó unos 60 metros antes de desplomarse y morir a causa de las heridas. Su hermana Sarah encontró su cuerpo a 50 metros de su casa, a las 12:20 de la mañana del sábado 4 de septiembre. Raonaid no fue agredida sexualmente ni le robaron sus pertenencias.

## Investigación
Se inició una investigación, pero nunca se encontró un móvil.
En su momento álgido, se asignaron al caso más de un centenar agentes de la Garda Síochána. En 2008, se había interrogado a más de 8 000 personas y se habían tomado casi 3 000 declaraciones. Se produjeron 12 detenciones. Nunca se ha encontrado el cuchillo utilizado para asesinar a Raonaid.
En 2000, en vísperas del primer aniversario del asesinato de Raonaid, se hicieron nuevos llamamientos a la información por parte de la Gardaí y el inspector Eamon O'Reilly pidió ayuda a los oyentes del programa Morning Ireland.
Cada año, la familia de Raonaid hace un llamamiento para obtener más información. Han ofrecido una recompensa de 190 000 euros. Estos llamamientos para obtener información se han renovado, sobre todo porque las autoridades sospechan que los jóvenes que pudieran haber presenciado el crimen pueden haber alcanzado ahora el nivel de madurez adecuado para hablar de lo que vieron. En el décimo aniversario del asesinato de Raonaid, en 2009, la Gardaí publicó las descripciones de un hombre y una mujer a los que querían entrevistar sobre el asunto.

### Perfil del asesino
Un perfil forense del asesino sugería que se trataría de un hombre joven, de unos veinticinco años en el momento de los hechos, soltero, que vivía solo o con su madre. Habría sido un solitario, posiblemente con problemas de drogas, y podría haber estado en tratamiento psiquiátrico en algún momento. También habría tenido un historial de comportamiento antisocial y sería poco probable que hubiera tenido relaciones íntimas. El perfil indicaba la probabilidad de que volviera a matar.

### Sospechosos
La policía cotejó y confirmó algunos sospechosos del homicidio, entre ellos:
- El primer sospechoso fue un hombre de unos veinticinco años,[4] de 1,70 m. de estatura,[4] con el pelo de color arena al estilo Oasis,[4] como el de Noel Gallagher,[8] que vestía pantalones de combate de color claro y un top beige y fue visto discutiendo con ella menos de una hora antes de que fuera asesinada.[8]
- Un taxista declaró haber recogido a un joven con sangre en los pantalones en las primeras horas de la mañana de ese sábado y haberlo llevado a Granville Road, en la parte alta de Newtownpark Avenue, en Blackrock. Dejó al hombre en una casa de allí y le pareció que no le había visto entrar. Las investigaciones casa por casa llevadas a cabo en ese momento no encontraron a nadie que se ajustara a la descripción viviendo en la carretera. Más adelante en la investigación, se descubrió que un sospechoso vivía en ese momento al otro lado de la avenida Newtownpark. Fue detenido e interrogado, pero no se encontraron pruebas.[4]
- Un cocinero fue detenido e interrogado, pero más tarde puesto en libertad sin cargos.[4]
- Un joven fue visto bailando con Raonaid en un club nocturno y luego «molestándola» en un restaurante de comida rápida Abrakebabra el 29 de julio de 1999.[5][6]
- El último sospechoso confirmado fue Farah Swaleh Noor, un inmigrante keniano asesinado y descuartizado en marzo de 2005 por Linda y Charlotte Mulhall, dos hermanas de Dublín. Al parecer, amenazó a la madre de éstas, Kathleen Mulhall, diciéndole: "Os voy a matar, como hice con Raonaid Murray", aunque en ese momento se encontraba supuestamente borracho.[9] Interrogado durante la investigación inicial, su móvil fue descargado. La Gardaí cree que se atribuyó la autoría para disgustar a Mulhall.[9][10]

## Investigación de un caso sin resolver
En julio de 2008, una unidad de expertos de la Garda, bajo la dirección de la detective superintendente Christy Mangan, inició una revisión del caso. Identificaron una serie de errores y descuidos en la investigación original. Recomendó la reanudación de la búsqueda del arma homicida y detectó deficiencias:
- Determinó que no se hizo un seguimiento correcto de algunos testigos potenciales que aportaron información en su momento.
- Hubo tensiones entre las unidades de la Garda durante la investigación original, lo que significó que la comunicación no fue todo lo eficaz que podría haber sido.
- Irregularidades en la declaración de un testigo, incluida una acusación de falsificación que se remitió a la Comisión del Defensor del Pueblo de la Garda Síochána.

El equipo de revisión sugirió como nuevas teorías:
- No fue obra de un asesino al azar, que Raonaid conocía a su asesino ya que no había constancia de un ataque similar antes o después de este crimen en particular en ningún lugar de la región de Dublín.
- La naturaleza del ataque sugiere que quien mató a la víctima guardaba algún tipo de rencor personal. Raonaid podría haber sido asesinada por una mujer, que podría haber sido conocida suya y que cabía la posibilidad de que la asesinara después de un desacuerdo personal entre las dos. Identificaron a una mujer de unos 30 años que tenía fama de ser violenta con las mujeres. Abandonó el país un año después del asesinato y sigue viviendo en el extranjero.[11]

## Página web de homenaje
El 28 de agosto de 2009, Jim y Deirdre Murray crearon un sitio web en homenaje a Raonaid y para dar a conocer el caso. Recibió 50 000 visitas en sus dos primeros días, pero fue retirado debido a la publicación de una gran cantidad de mensajes insultantes, lo que hizo necesaria una nueva investigación de la Garda.